# Craterul Montagnais
Montagnais  este un crater de impact meteoritic situat în scutul continental din Noua Scoție, Canada.

## Date generale
Acesta măsoară 45 km în diametru, iar vârsta sa este estimată la 50,50 ± 0,76 milioane de ani (Eocen). Craterul este îngropat în mare și sub sedimente marine.